# André Masson
André Masson, född den 4 januari 1896 i Oise, Frankrike, död den 28 oktober 1987 i Paris, var en fransk målare och grafiker.

## Biografi
Masson föddes i Balagny-sur-Therain, Oise, men växte upp i Belgien. Han började sina studier av konst vid elva års ålder i Bryssel, vid Académie Royale des Beaux-Arts under ledning av Constant Montald, och senare studerade han i Paris. Han stred för Frankrike under första världskriget och blev allvarligt skadad.
Masson var en av de tidigaste surrealisterna och har i abstrakta målningar sökt frammana människors och djurs smärtsamma upplevelser i en kaotisk värld.

## Konstnärligt arbete

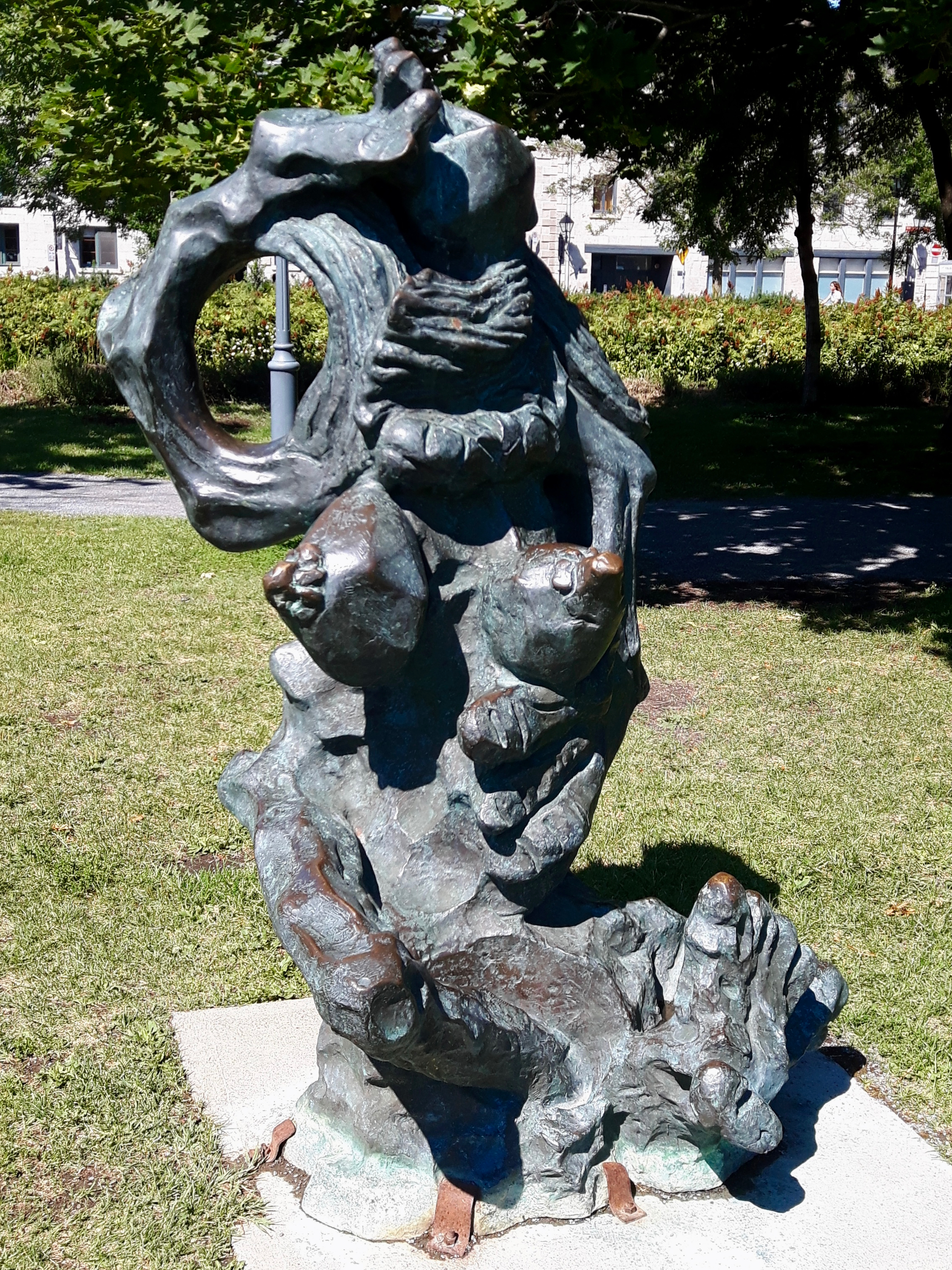
Femme tourmentée, 1942

Massons tidiga verk visar hans intresse för kubism. Han blev senare förknippad med surrealism, och han var en av de mest entusiastiska tillskyndarna av automatisk ritning och gjorde ett antal automatiska verk i penna och bläck.
Masson tvingade ofta sig själv att arbeta under stränga villkor, till exempel under långa perioder utan mat och sömn, eller påverkad av droger. Han trodde att genom att tvinga sig in i ett minskat medvetandetillstånd skulle detta hjälpa hans konst att vara fri från rationell kontroll. Han experimenterade med förändrade medvetandetillstånd med konstnärer som Antonin Artaud, Michel Leiris, Joan Miró, Georges Bataille, Jean Dubuffet och Georges Malkine, som var grannar till hans studio i Paris.
Från omkring 1926 experimenterade han med att kasta sand och lim på canvas och göra oljemålningar baserade på de former som bildats. I slutet av 1920-talet fann  han emellertid att automatisk ritning var begränsande och han lämnade den surrealistiska rörelsen för att i stället gå in för en mer strukturerad stil. Han producerade nu verk med ett våldsamt eller erotiskt tema och gjorde ett antal målningar i reaktion till spanska inbördeskriget (han förknippades ännu en gång med surrealismen i slutet av 1930-talet).
Under den tyska ockupationen av Frankrike under andra världskriget, var fördömdes Massons arbete av nazisterna som degenererad. Med hjälp av Varian Fry i Marseille, undkom han nazistregimen på ett fartyg till den franska ön Martinique varifrån han fortsatte till USA. Han bosatte sig där i New Preston, Connecticut och hans arbete hade där en viktig påverkan på den amerikanska abstrakta expressionismen, exempelvis Jackson Pollock. Efter kriget återvände han till Frankrike och bosatte sig i Aix-en-Provence, där han målade ett antal landskapsmålningar. Masson är representerad vid bland annat Göteborgs konstmuseum.